# Бранислав Вељковић (фудбалер)
Бранислав Вељковић (Лапово, 17. мај 1894 — Београд, 17. јун 1972) био је селектор фудбалске репрезентације Краљевине Југославије 1933. године. Мандат му је трајао пет месеци, где је водио репрезентацију у пет наврата.
По струци је био инжењер.
Дао је оставку, објаснивши „да није хтео да дозволи да се ико меша у његов рад и састављање репрезентације”.

## Утакмице на клупи репрезентације
Вељковићев рекорд у Југославији су три победе, реми и два пораза.
- Југославија -  Шпанија: 1-1 (0-1)
- Швајцарска -  Југославија: 4-1 (2-1)
- Југославија -  Грчка: 5-3 (3-1)
- Југославија -  Бугарска: 4-0 (2-0)
- Румунија -  Југославија: 5-0 (5-0)
- Југославија -  Чехословачка: 2-1 (0-0)